# Glaresis
Glaresis ist die einzige Gattung der Familie Glaresidae innerhalb der Käferunterordnung Polyphaga.

## Merkmale

### Käfer
Die Käfer haben eine Länge von 2,5 bis 6,0 Millimetern und haben einen hell- bis dunkelbraunen Körper. Dieser ist langgestreckt-oval und konvex. Der Rücken ist spärlich bis mittelmäßig dicht, kurz behaart. Der Kopf ist stark nach unten abgewinkelt. Die zehngliedrigen Fühler tragen eine dreigliedrige Keule. Die Palpen sind viergliedrig. Es sind fünf sichtbare Ventrite (sichtbare bauchseitige Sklerite) am Hinterleib ausgebildet. Alle Tracheenöffnungen, die sich in den Membranen der Pleura am Hinterleib befinden, sind voll ausgebildet. Die Genitalien der Männchen bestehen aus einem einfachen, symmetrischen, dreifachen Lobus. Die Genitalkapsel ist gut sichtbar. Bei den Weibchen sind pro Eierstock vier Eiröhren (Ovariolen) vorhanden.
Die Autapomorphien, die die Gruppe von den übrigen Familien der Scarabaeoidea unterscheidet sind die zurückgebildeten Flügeladern RP1 und RP3+4.

## Verbreitung und Lebensweise
Die kleine Familie ist mit Ausnahme von Australien, Neuseeland und Japan weltweit verbreitet. Über ihre Lebensweise ist nur sehr wenig bekannt. In sandigen und semi-ariden Gebieten kann man die Imagines durch Lichtquellen angelocken. Wenn man die Tiere stört, erzeugen sie schwache Stridulationslaute. Die Larven sind unbekannt.

## Taxonomie und Systematik
Bis vor kurzem wurde die Gattung den Erdkäfern (Trogidae) zugerechnet, aus denen sie auf Grund fehlender Autapomorphien ausgegliedert wurde. Die Gattung steht in einem Schwesterverhältnis zu den übrigen Familien der Überfamilie Scarabaeoidea. Bislang sind etwa 50 Arten beschrieben.

## Belege